# Щербаков, Георгий Кузьмич
Георгий Кузьмич Щербаков (1925 — 1943) — подпольщик Великой Отечественной войны, участник антифашистской организации «Молодая Гвардия».

## Биография
Георгий Щербаков родился 5 мая 1925 года в поселке Сорокино (Краснодон) в семье рабочего. Отец — Козьма Платонович, мать — Софья Терентьевна. Сестра — Александра (род. 1918) — осталась после войны жива.
Во время оккупации Щербаков работал на шахте забойщиком[значимость факта?].
12 января 1943 года его арестовали, подвергли пыткам, а ночью 16 января казнили у шурфа шахты № 5.
Похоронен в братской могиле молодогвардейцев в центре поселка Краснодона.

## Награды
Посмертно награждён орденом Отечественной войны 1-й степени и медалью «Партизану Отечественной войны» 1-й степени.